# NGC 2705
NGC 2705 — звезда в созвездии Гидра. Открыта немецким астрономом Эрнстом Темпелем в 1876 году, описывается Д. Дрейером как «очень тусклый, очень маленький объект, видны три звезды 14-й величины к востоку и северо-востоку».
Темпель открыл и переслал Дрейеру координаты пяти объектов NGC 2700, 2702, 2703, 2705 и 2707, не упомянув их самостоятельно в своих публикациях. Помимо расхождения ровно в 2° для NGC 2700, каковое является, несомненно, лишь типографской ошибкой, координаты всех этих объектов и их описания точно соответствуют звёздам, в частности, рядом с NGC 2705 отмечены три другие звезды, которые вместе с нею образуют трапецию.
Этот объект входит в число перечисленных в оригинальной редакции «Нового общего каталога». Причина, по которой звезда попала в каталог галактик и туманностей, не ясна, единственным объектом из перечисленных выше, который можно было бы принять за туманность, был NGC 2707.